# Ермолов, Кирилл Вячеславович
Кирилл Вячеславович Ермолов (род. 6 октября 1984, Фрунзе) — киргизский игрок в мини-футбол, вратарь. Выступает за сборную Кыргызстана. Участник четырёх розыгрышей чемпионата Азии по мини-футболу (2012, 2014, 2016, 2018). Лучший игрок в мини-футбол Кыргызстана 2015 года.

## Клубная карьера
Играл за бишкекский мини-футбольный клуб «Дордой». В дальнейшем защищал цвета киргизских клубов «Динамо» из Джалал-Абада (2016), ошского EREM (2017), «Строй-Мир» (2019) и Steelex (2022). В активе Ермолова также имеется опыт выступлений в казахстанских клубах: алматинском «СКА Аэропорт» (2013), жанаозенском «Мунайшы» (2014), «Ынта» из Актау (2015) и талдыкорганском «Жетысу» (2016—2017).
Летом 2023 года перешёл в южнокорейский «Ал Тонг».
Участник трёх Клубных чемпионатов АФК по мини-футболу (2015, 2017, 2018).

## Карьера в сборной
Выступает за национальную сборную Кыргызстана по мини-футболу. С 2015 года — вице-капитан сборной. Участник чемпионатов Азии по мини футболу (2012, 2014, 2016, 2018).

## Достижения
- Обладатель Кубка Кыргызстана по мини-футболу (3): 2013[15], 2016[2], 2018[16]
- Обладатель Суперкубка Кыргызстана по мини-футболу: 2017[17]
- Лучший игрок в мини-футбол Кыргызстана: 2015[18].
- Лучший вратарь чемпионата Кыргызстана по мини-футболу (2): 2021[19], 2022[5]
- Лучший вратарь Кубка Кыргызстана по мини-футболу (4): 2013[15], 2016[2], 2018[16], 2020[20]
- Лучший вратарь Кубка Ассоциации футзала Кыргызстана: 2019[4]